# Paisley (efternamn)
Paisley är en skotsk klan, som givit upphov till efternamnet Paisley.

## Personer med efternamnet Paisley
- Bob Paisley (1919–1996), en engelsk fotbollsspelare
- Brad Paisley (1972–), en amerikansk låtskrivare och countrysångare
- Claud Hamilton, 1:e lord Paisley (1546–1621), en skotsk ädling
- Ian Paisley (1926–2014), en nordirländsk politiker och kyrkoledare